# Predsednik Fidžija
Predsednik Fidžijske republike je vodja države Fidži. Predsednika fidžijski parlament imenuje v skladu z ustavo Fidžija iz leta 2013 za dobo treh let. Predsednikova vloga v vladi je večinoma ceremonialna, vendar ima nekaj pomembnih rezervnih pooblastil, ki jih lahko izvaja v primeru kriz. Poleg tega je predsednik vrhovni poveljnik vojaških sil.

## Zgodovina
Urad predsednika je bil ustanovljen po dveh vojaških udarih leta 1987, ki sta privedla do razglasitve republike 7. oktobra in končala Fidžijsko monarhijo. Generalmajor Sitiveni Rabuka, ki je poveljeval med državnim udarom, je sestavil začasno vojaško vlado, katere vodja je bil on sam. Kljub temu ni prevzel mesta predsednika države - na to mesto je 5. decembra za imenoval Ratu Sir Penaia Ganilau, zadnjega generalnega guvernerja.
Civilni puč, ki ga je spodbudil George Speight, je leta 2000 povzročil nov ustavni preobrat. Predsednik Ratu Sir Kamisese Mara je, namesto da bi na zahtevo vojske razveljavil ustavo, 29. maja odstopil (ali je bil njegov odstop prisiljen ali ne, je bil predmet policijske preiskave, ki se je nadaljevala vse do puča leta 2006). Komodor Frank Bainimarama je prevzel oblast kot vodja začasne vojaške vlade (tako kot Rabuka leta 1987), dokler Ratu Josefa Iloilo ni bil 13. julija imenovan na mesto predsednika.
5. decembra 2006 so vojaške sile znova strmoglavile vlado. Bainimarama se je razglasil za vršilca dolžnosti predsednika; sprva je dejal, da je funkcijo prevzel začasno in da bo kmalu prosil Veliki svet poglavarjev, da na to mesto ponovno postavo Iloila, a je 17. decembra zatrdil, da je zdaj sam predsednik in da bi ga Veliki svet moral tudi priznati. Iloilo je bil za fidžijskega predsednika ponovno postavljen 4. januarja 2007.
Januarja 2008 je Bainimarama izjavil, da je bila vojska "izvršna oblast pri imenovanju predsednika", po prekinitvi Velikega sveta načelnikov. Predsednik bi bil vojaški imenovan, dokler ne bi bil nameščen prenovljeni GCC.
Nekaj dni kasneje je direktorica Državljanskega ustavnega foruma Akuila Yabaki predlagala, da bi lahko bil na mesto predsednika v prihodnosti vsakdo, ne le avtohtoni prebivalci Fidžija. Predlog je bil sporen, nasprotoval mu je tudi odstavljeni premier Laisenia Qarase . Šef Rewa, Ro Filipe Tuisawau sta ideji nasprotovala in izrazila svoje stališče:
 »Položaj predsednika simbolizira enotnost obeh tradicionalnih struktur vodenja, ki so obstajale pred vzpostavitvijo parlamentarne vladavine in sedanjega Westminsterskega sistema parlamenta. Tu se zahodni sistem sreča z našim tradicionalnim sistemom vanua - priznavamo avtohtono vodstvo, ki se je razvilo in poskrbelo za vse rase v naši večkulturni družbi. Z imenovanjem predsednika država priznava vlogo, ki so jo imeli naši poglavarji v družbi, in mislim, da bi Fidžijci cenili, da bi ohranili status quo.« 
28. julija 2009 je Iloilo napovedal, da bo z mesta predsednika odstopil 30. julija. Kot vršilec dolžnosti predsednika ga je nasledil brigadni general Ratu Epeli Nailatikau. 5. novembra 2009 je Nailatikau prisegel kot predsednik.
Marca 2012 je vlada Bainimarama z odlokom razstavila Veliki svet poglavarjev. Bainimarama je potrdil, da to pomeni, da bo za imenovanje predsednika potrebna nova metoda; to naj bi zagotovila nova ustava, ki naj bi bila po posvetovanju z ljudstvom sprejeta leta 2013.
Parlament je 12. oktobra 2015 za predsednika izvolil generalmajorja Jiojija Konroteja, ki je prisegel 12. novembra 2015.